# Rugby 7 na Letnich Igrzyskach Olimpijskich 2016 – składy
Artykuł grupuje składy reprezentacji narodowych w rugby 7, które wystąpiły podczas męskiego i żeńskiego turnieju rozegranego od 6 do 11 sierpnia 2016 roku w ramach Letnich Igrzysk Olimpijskich 2016 w Rio de Janeiro.
Termin ogłaszania składów upływał 18 lipca 2016 roku.

## Mężczyźni

### Grupa A

#### Argentyna
Santiago Alvarez, Juan Pablo Estelles, Rodrigo Etchart, Bautista Ezcurra, Juan José Imhoff, Fernando Luna, Matías Moroni, Axel Müller, Gastón Revol, Javier Rojas, Franco Sábato, Germán Schulz. Trener Santiago Gómez Cora.

#### Brazylia
Lucas Duque, André Silva, Arthur Bergo, Daniel Sancery, Felipe Sancery, Felipe Silva, Gustavo Albuquerque, Juliano Fiori, Laurent Bourda-Couhet, Martin Schaefer, Moisés Duque, Stefano Giantorno. Trener Andrés Romagnoli.

#### Fidżi
Apisai Domolailai, Jasa Veremalua, Josua Tuisova, Kitione Taliga, Leone Nakarawa, Samisoni Viriviri, Savenaca Rawaca, Semi Kunatani, Jerry Tuwai, Vatemo Ravouvou, Viliame Mata, Osea Kolinisau. Trener Ben Ryan.

#### Stany Zjednoczone
Perry Baker, Danny Barrett, Garrett Bender, Andrew Durutalo, Nate Ebner, Madison Hughes, Carlin Isles, Folau Niua, Ben Pinkelman, Zack Test, Maka Unufe, Chris Wyles. Trener Mike Friday.

### Grupa B

#### Australia
Nick Malouf, Jesse Parahi, Henry Hutchison, Lewis Holland, James Stannard, Con Foley, Cameron Clark, Pat McCutcheon, Ed Jenkins, Allan Fa’alava’au, John Porch, Tom Cusack. Trener: Andy Friend.

#### Francja
Jérémy Aicardi, Steeve Barry, Terry Bouhraoua, Julien Candelon, Damien Cler, Manoël Dall Igna, Vincent Inigo, Pierre-Gilles Lakafia, Jonathan Laugel, Stephen Parez, Virimi Vakatawa, Sacha Valleau. Trener: Frédéric Pomarel.

#### Hiszpania
Javier Carrión, Pablo Feijoo, Igor Genua, Francisco Hernández, Ángel López, Joan Losada, Ignacio Martín, Pol Pla, Marcos Poggi, César Sempere, Matías Tudela, Iñaki Villanueva. Trener José Ignacio Incháusti.

#### Południowa Afryka
Kyle Brown, Tim Agaba, Philip Snyman, Werner Kok, Dylan Sage, Kwagga Smith, Rosko Specman, Cheslin Kolbe, Cecil Afrika, Justin Geduld, Juan de Jongh, Seabelo Senatla. Trener: Neil Powell.

### Grupa C

#### Japonia
Kameli Seojima, Yusaku Kuwazuru, Lote Tuqiri, Katsuyuki Sakai, Shohei Toyoshima, Lomano Lemeki, Masakatsu Hikosaka, Kazushi Hano, Teruya Goto, Yoshitaka Tokunaga, Kenki Fukuoka, Kazuhiro Goya. Trener Tomohiro Segawa.

#### Kenia
Biko Adema, Willie Ambaka, Andrew Amonde, Oscar Ayodi, Collins Injera, Humphrey Kayange, Augustine Lugonzo, Bush Mwale, Billy Odhiambo, Samuel Oliech, Dennis Ombachi, Oscar Ouma. Trener Benjamin Ayimba.

#### Nowa Zelandia
Scott Curry, Sam Dickson, DJ Forbes, Akira Ioane, Rieko Ioane, Gillies Kaka, Tim Mikkelson, Augustine Pulu, Teddy Stanaway, Regan Ware, Joe Webber, Sonny Bill Williams. Trener Gordon Tietjens.

#### Wielka Brytania
Mark Bennett, Dan Bibby, Phil Burgess, Sam Cross, James Davies, Alex Davis, Ollie Lindsay Hague, Tom Mitchell, Dan Norton, James Rodwell, Mark Robertson, Marcus Watson. Trener Simon Amor.

## Kobiety

### Grupa A

#### Australia
Shannon Parry, Sharni Williams, Nicole Beck, Gemma Etheridge, Emma Tonegato, Evania Pelite, Charlotte Caslick, Chloe Dalton, Amy Turner, Alicia Quirk, Emilee Cherry, Ellia Green. Trener: Tim Walsh.

#### Fidżi
Asena Rokomarama, Lavenia Tinai, Litia Naiqato, Luisa Tisolo, Merewai Cumu, Raijieli Daveua, Rebecca Tavo, Rusila Nagasau, Timaima Ravisa, Tima Tamoi, Viniana Riwai, Ana Roqica. Trener Chris Cracknell.

#### Kolumbia
Alejandra Betancur, Solangie Delgado, María Camila Lopera Valle, Katherinne Medina, Nicole Avecedo, Sharon Acevedo, Guadalupe López, Estefanía Ramírez, Isabel Cristina Romero Benítez, Laura González, Laura García, Ana Ramírez. Trener: Laurent Palau.

#### Stany Zjednoczone
Bui Baravilala, Ryan Carlyle, Lauren Doyle, Joanne Fa'avesi, Carmen Farmer, Victoria Folayan, Kelly Griffin, Jessica Javelet, Kathryn Johnson, Alev Kelter, Jillion Potter, Richelle Stephens. Trener Richie Walker.

### Grupa B

#### Francja
Audrey Amiel, Pauline Biscarat, Camille Grassineau, Lina Guérin, Elodie Guiglion, Fanny Horta, Shannon Izar, Caroline Ladagnous, Jade le Pesq, Marjorie Mayans, Rose Thomas, Jennifer Troncy. Trener: David Courteix.

#### Hiszpania
Berta García, Paula Medin, Ángela del Pan, Patricia García, Marina Bravo, Elísabet Martínez, Bárbara Pla, Amaia Erbina, María Casado, Vanessa Rial, Iera Echebarria, María Ribera. Trener José Antonio Barrio.

#### Kenia
Catherine Abilla, Linet Arasa, Sheila Chajira, Celestine Masinde, Rachael Mbogo, Janet Okelo, Philadelphia Olando, Irene Otieno, Stacy Otieno, Janet Owino, Camilyne Oyuayo, Doreen Remour. Trener Mike Shamiah.

#### Nowa Zelandia
Shakira Baker, Kelly Brazier, Gayle Broughton, Theresa Fitzpatrick, Sarah Goss, Kayla McAlister, Huriana Manuel, Tyla Nathan-Wong, Terina Te Tamaki, Ruby Tui, Niall Williams, Portia Woodman. Trener Sean Horan.

### Grupa C

#### Brazylia
Paula Ishibashi, Amanda Araújo, Beatriz Futuro, Claudia Teles, Edna Santini, Haline Scatrut, Isadora Cerullo, Júlia Sardá, Juliana Esteves, Luiza Campos, Raquel Kochhann, Tais Balconi. Trener Chris Neill.

#### Japonia
Yuka Kanematsu, Chiharu Nakamura, Ayaka Suzuki, Ano Kuwai, Marie Yamaguchi, Makiko Tomita, Chisato Yokoo, Kana Mitsugi, Noriko Taniguchi, Yume Okuroda, Mio Yamanaka, Mifuyu Koide. Trener Keiko Asami.

#### Kanada
Britt Benn, Hannah Darling, Bianca Farella, Jen Kish, Ghislaine Landry, Megan Lukan, Kayla Moleschi, Karen Paquin, Kelly Russell, Ashley Steacy, Natasha Watcham-Roy, Charity Williams. Trener John Tait.

#### Wielka Brytania
Claire Allan, Abbie Brown, Heather Fisher, Natasha Hunt, Jasmine Joyce, Katy Mclean, Emily Scarratt, Alice Richardson, Emily Scott, Danielle Waterman, Joanne Watmore, Amy Wilson-Hardy. Trener Simon Middleton.